# Dryophylax phoenix
Dryophylax phoenix — вид змій родини полозових (Colubridae). Ендемік Бразилії.

## Поширення і екологія
Dryophylax phoenix поширені на північному сході Бразилії, від Сеари і Ріу-Гранді-ду-Норті до Баїї і Мінас-Жерайса. 